# المنزل الكئيب
المنزل الكئيب (بالإنجليزية: Bleak House)‏ هي رواية للكاتب تشارلز ديكنز، ونشرت لأول مرة كمسلسل بين مارس 1852 وسبتمبر 1853، واعتبرت إحدى أفضل روايات ديكنز، واحتوت على مجموعة واسعة ومتنوعة ومعقدة وجذابة من الشخصيات والقصص الفرعية. تنتقل عملية رواية القصة بين البطلة إستر سومرسون، وبين الراوي الكلي. وتشمل شخصيات السيدة المتعجرفة هونوريا ديدلوك، المحامي الشرير تولكينغهام والرجل الواقعي جون جارندايس، والصبياني والمخادع هارولد سكيمبول، فضلا عن الحكيم ريتشارد كارستون.
في منتصف الرواية تظهر قضية طويلة هي جارندايس ضد جارندايس، والتي تؤثر على جميع الشخصيات. وتدور القضية حول موصي ترك العديد من الوصايا. ويستند ديكنز في سخريته من النظام القضائي الإنجليزي على خبرته الخاصة ككاتب قانوني، وكذلك على خبرته كطرف في نزاع لفرض حقوق النشر على مؤلفاته السابقة.
رغم أن المحامين والقضاة انتقدوا تصوير ديكنز للنظام القانوني الإنجليزي ووصفوه بالمبالغ فيه، فقد ساعدت روايته على تحفيز الحركات التي سعت لإصلاح القانون والقضاء والتي حققت هدفها في سبعينات القرن التاسع عشر. في الواقع، فقد كتب ديكنز رواياته في الوقت الذي كان النظام القانوني يصلح فيه نفسه، وكان النقاش دائرا حول الحاجة لمزيد من الإصلاح على نطاق واسع. هناك جدل بشأن الزمن الذي جرت فيه أحداث رواية المنزل الكئيب. ويرى المؤرخ القانوني الإنجليزي السير وليام هولدسوورث أن الأحداث تدور في عام 1827،  إلا أن الإشارة إلى التحضير لبناء السكك الحديدية في الفصل الخامس والخمسين توحي بأنها تدور في ثلاثينات القرن التاسع عشر على الأقل.

## ملخص
يعيش السيد ليستر ديدلوك مع زوجته هونوريا في مزرعته في تشيسني وولد. وكان من غير المعروف بالنسبة للسيد ليستر، أن السيدة ديدلوك كان لديها عشيق قبل الزواج، يدعى الكابتن هاودون، وقد أنجبت منه ابنة لكنها تعتقد أن ابنتها ميتة.
الابنة، إستير، هي في الواقع على قيد الحياة وقد ربّتها الآنسة بارباري شقيقة السيدة ديدلوك. ولم تكن تعلم إستير بأن الآنسة بارباري هي خالتها. يصبح جون جارنديس الوصي على إستير بعد وفاة الآنسة بارباري، ويعين محاميًا من مكتب القضاة يدعى كينجي ليتولى مسؤولية مستقبلها. انتقلت إستير بعد التحاقها بالمدرسة لمدة ست سنوات، للسكن معه في المنزل الكئيب.
يتولى جارنديس حضانة طفلين آخرين أيضًا، هما: ريتشارد كارستون وآدا كلير (وهما ذو صلة قربى بعيدة). وهما مستفيدان من إحدى الوصايا في قضية جارنديس وجارنديس. سرعان ما وقع ريتشارد وآدا في الحب، ورغم أن السيد جارنديس لم يعارض ذلك، إلا أنه اشترط على ريتشارد أن يختار مهنةً أولاً. يحاول ريتشارد في البداية أن يتخذ لنفسه مهنة الطب، وتلتقي إستير الطبيب آلان وودكورت، في منزل مُعلّم ريتشارد. وعندما يذكر ريتشارد احتمالية الاستفادة من قرار قضية جارنديس وجارنديس، يطلب منه جون عدم الوثوق بما سمّاه «لعنة الأسرة».
كانت السيدة ديدلوك في الوقت نفسه أيضًا مستفيدةً من إحدى الوصايا. في بداية الرواية، أثناء الاستماع إلى إفادة خطية من السيد تولكينغهورن محامي الأسرة، تتعرف السيدة ديدلوك على خط اليد الموجود على النسخة. أثّر فيها المشهد كثيرًا، وكاد أن يُغمى عليها وهذا ما يلاحظه تولكينغهورن ويتحقق منه. إذ لاحق ناسخ الخط، وهو شخص فقير معروف فقط باسم «نيمو»، في لندن. توفي نيمو مؤخرًا، والشخص الوحيد الذي يتعرف عليه هو عامل تنظيف فقير مُشرّد يدعى جو، الذي يعيش في جزء فقير جدًا ومثير للاشمئزاز من المدينة، («نيمو» اسم لاتيني يعني «لا أحد»).
تحقق السيدة ديدلوك أيضًا، وهي متنكرة في لباس خادمتها، مدموزيل هورتينس. تدفع السيدة ديدلوك نقودًا لجو ليأخذها إلى قبر نيمو. وفي الوقت نفسه، يشعر تولكينغهورن بالقلق من أن يهدد سر السيدة ديدلوك مصالح السير ليستر فيراقبها باستمرارٍ، ويُجنّد خادمتها للتجسس عليها. ويحث المفتش بوكيت على إرسال جو إلى خارج المدينة، للتخلص من أي نهاية قد تربط نيمو بالسيدة ديدلوك.
ترى إستير الليدي ديدلوك في الكنيسة وتتحدث معها لاحقًا في تشيسني وولد –ولم تتعرّف أي منهما على العلاقة الحقيقية التي تربطهما. تكتشف السيدة ديدلوك فيما بعد أن إستير هي ابنتها. على أية حال، أصبحت إستير مريضة (ربما بمرض الجدري) بعد رعايتها الصبي المشرد جو. انتظرت السيدة ديدلوك إستير حتى تسترد عافيتها قبل أن تخبرها بالحقيقة. على الرغم من سعادة إستير والسيدة ديدلوك بإعادة لم شملهما، تقول الليدي ديدلوك لإستير أنهما يجب ألّا يعترفا بعلاقتهما مرةً أخرى.
وجدت إستير عند شفائها، أن ريتشارد، بعد أن فشل في العديد من المهن، عصى ولي أمره وحاول إنهاء قضية جارنديس وجارنديس لصالحه هو وآدا. لكنه يفقد كل أمواله وتتدهور صحته من خلال هذه العملية. يتزوج هو وآدا في السر، وتصبح حاملًا منه. تتمتع إستير برومانسية خاصة بها عندما يعود السيد وودكورت إلى إنجلترا، بعد أن نجا من غرق سفينة، وتبقى راغبةً في شركتها رغم تشويهها. لسوء الحظ، وافقت إستير بالفعل على الزواج من الوصي عليها، جون جارنديس.
اكتشف تولكينغهورن وهورتينس حقيقة ماضي الليدي ديدلوك. لكنها هربت من منزلها بعد مواجهة تولكينغهورن لها، تاركةً وراءها ملحوظة تعتذر فيها عن سلوكها.

## روابط خارجية
- المنزل الكئيب على موقع الموسوعة البريطانية (الإنجليزية)